# Santa Rita (Nova Iguaçu)
Fundado pela família Pacífico, Santa Rita é um bairro do município de Nova Iguaçu, no estado do Rio de Janeiro, no Brasil.
Abriga o Centro Federal de Educação Tecnológica do município, a Niely Indústria de Cosméticos, uma unidade do Grupo Precon e a empresa Sabão Barra. Tem, como acesso único, a estrada de Adrianópolis (estrada que liga o Centro de Nova Iguaçu ao bairro de Adrianópolis, onde se encontra a Central de Tratamento de Resíduos de Nova Iguaçu). A região é cercada por montanhas e possuia uma admirável tranquilidade.

###### === Subbairros ===
Centro
Jardim Santa Rita
Pacífico(Homenagem aos fundadores do bairro)
Carro Quebrado
Vila Boa Vista
Vila Iguaçuana
Engenheiro Rocha Freire
Rancho Fundo
Bairro Amaral ou Parada Amaral
Jardim Willis
Jardim Iara
Parque Rosa do Sertão
Jardim Monte Castelo
Monte Castelo
Gerard Danon (Uma parte) 

## Delimitação
065 – BAIRRO SANTA RITA - Começa no encontro do Ramal Ferroviário Auxiliar da RFFSA com a Estr. do Amaral. O Limite segue pela Estr. do Amaral (incluída) até a Estr. de Adrianópolis, segue por esta (incluída) até a Rua Luís Reis, segue por esta (incluída) até a Rua Vila Lobos, segue por esta (incluída) até a Rua Ataulfo Alves, segue por esta (incluída) até a Estr. Santa Perciliana, segue por esta (incluída) até a Rua 13 (treze), segue por esta (incluída) até a Av. Central, segue por esta (incluída) até o Canal Paiol, segue pelo leito deste, à jusante, a Rua Arinda, segue por esta (excluída) até a Estr. Velha de Santana, segue por esta (excluída) até a Rua 20 (vinte), segue por esta (excluída), até a Av. Santana, segue por esta (excluída) até a Rua João Manhães, segue por esta (excluída) até a Rua Heril, segue por esta (excluída) até a Rua Mota, segue por esta (excluída) até a Estr. Municipal, segue por esta (incluída) até a Estr. de Santa Rita, segue por esta (incluída) até a Linha de Transmissão de Furnas, pelo eixo desta linha de transmissão até a Estr. de Adrianópolis, segue por esta (incluída) até a Av. Cel. Tinoco, segue por esta (excluída) até a Rua Estrela, segue por esta (excluída) até o Rio São José, segue pelo leito deste rio, à jusante, até a Av. Fuscão, segue por esta (excluída) até a Rua José Regattieri Filho, segue por esta (excluída) até a Trv. São José, segue por esta (excluída) até Rua Jacomo Melote, segue por esta (excluída) até a Rua Waldemar Vago, segue por esta (excluída) até a Rua Maria Quitéria, segue por esta (excluída) até a Rua Atílio Vago, segue por esta
(excluída) até a Rua Paganini, segue por esta (excluída) até a Estr. de Adrianópolis, segue por esta (incluída) até o Ramal Ferroviário Auxiliar da RFFSA, segue pelo eixo deste ramal até o ponto inicial desta descrição.